# Medalha de Ouro da Royal Astronomical Society
A Medalha de Ouro da Royal Astronomical Society é o prêmio científico de maior destaque concedido pela Royal Astronomical Society.
A medalha foi concedida a primeira vez em 1824. Após ser concedida algumas vezes nos anos iniciais, a partir de 1833 foi concedida uma única vez por ano. Em 1846 surgiu um problema, devido à descoberta do planeta Netuno, sendo seus descobridores John Couch Adams e Urbain Le Verrier distinguidos a receber a medalha. A controvérsia foi resolvida em 1848, mediante a concessão de medalhas de reconhecimento a 12 personalidades, dentre as quais os supra citados. A partir de 1849 voltaram a ser premiados no máximo uma personalidade por ano. Adams e Le Verrier receberam suas medalhas de ouro em 1866 e 1868.
Desde 1964 são concedidas até duas medalhas por ano, uma "A" para astronomia, cosmologia, física de astropartículas, cosmofísica e áreas afim, e outra "G" para geofísica, física solar, relações sol-terra e pesquisa de planetas.
A ilustração na medalha mostra junto ao brasão da sociedade o telescópio de 40 pés de William Herschel e seu ditado em latim "QUICQUID NITET NOTANDUM" (algo como "O que sempre surge deve ser ilustrado").

## Laureados
Esses foram os laureados, por ano:

- 1824 - Charles Babbage, Johann Franz Encke
- 1826 - John Herschel, James South, Wilhelm Struve
- 1827 - Francis Baily
- 1828 - Thomas Brisbane, James Dunlop, Caroline Herschel
- 1829 - William Pearson, Friedrich Wilhelm Bessel,
Heinrich Christian Schumacher
- 1830 - William Richardson, Johann Franz Encke
- 1831 - Henry Kater, Marie-Charles Damoiseau
- 1833 - George Biddell Airy
- 1835 - Manuel John Johnson
- 1836 - John Herschel
- 1837 - Otto August Rosenberger
- 1839 - John Wrottesley
- 1840 - Giovanni Plana
- 1841 - Friedrich Wilhelm Bessel
- 1842 - Peter Andreas Hansen
- 1843 - Francis Baily
- 1845 - William Henry Smyth
- 1846 - George Biddell Airy
- 1849 - William Lassell
- 1850 - Otto Wilhelm von Struve
- 1851 - Annibale de Gasparis
- 1852 - Christian August Friedrich Peters
- 1853 - John Russell Hind
- 1854 - Karl Rümker
- 1855 - William Rutter Dawes
- 1856 - Robert Grant
- 1857 - Samuel Heinrich Schwabe
- 1858 - Robert Main
- 1859 - Richard Christopher Carrington
- 1860 - Peter Andreas Hansen
- 1861 - Hermann Goldschmidt
- 1862 - Warren De La Rue
- 1863 - Friedrich Wilhelm August Argelander
- 1865 - George Phillips Bond
- 1866 - John Couch Adams
- 1867 - William Huggins, William Allen Miller
- 1868 - Urbain Le Verrier
- 1869 - Edward James Stone
- 1870 - Charles-Eugène Delaunay
- 1872 - Giovanni Schiaparelli
- 1874 - Simon Newcomb
- 1875 - Heinrich Louis d'Arrest
- 1876 - Urbain Le Verrier
- 1878 - Ercole Dembowski
- 1879 - Asaph Hall
- 1881 - Axel Möller
- 1882 - David Gill
- 1883 - Benjamin Apthorp Gould
- 1884 - Andrew Ainslie Common
- 1885 - William Huggins
- 1886 - Edward Charles Pickering, Charles Pritchard
- 1887 - George William Hill
- 1888 - Arthur Auwers
- 1889 - Maurice Loewy
- 1892 - George Darwin
- 1893 - Hermann Carl Vogel
- 1894 - Sherburne Wesley Burnham
- 1895 - Isaac Roberts
- 1896 - Seth Carlo Chandler
- 1897 - Edward Barnard
- 1898 - William Frederick Denning
- 1899 - Frank McClean
- 1900 - Henri Poincaré
- 1901 - Edward Charles Pickering
- 1902 - Jacobus Kapteyn
- 1903 - Hermann Struve
- 1904 - George Ellery Hale
- 1905 - Lewis Boss
- 1906 - William Wallace Campbell
- 1907 - Ernest William Brown
- 1908 - David Gill
- 1909 - Oskar Backlund
- 1910 - Karl Friedrich Küstner
- 1911 - Philip Herbert Cowell
- 1912 - Arthur Robert Hinks
- 1913 - Henri-Alexandre Deslandres
- 1914 - Max Wolf
- 1915 - Alfred Fowler
- 1916 - John Dreyer
- 1917 - Walter Sydney Adams
- 1918 - John Evershed
- 1919 - Guillaume Bigourdan
- 1921 - Henry Norris Russell
- 1922 - James Jeans
- 1923 - Albert A. Michelson
- 1924 - Arthur Eddington
- 1925 - Frank Watson Dyson
- 1926 - Albert Einstein
- 1927 - Frank Schlesinger
- 1928 - Ralph Allen Sampson
- 1929 - Ejnar Hertzsprung
- 1930 - John Stanley Plaskett
- 1931 - Willem de Sitter
- 1932 - Robert Grant Aitken
- 1933 - Vesto M. Slipher
- 1934 - Harlow Shapley
- 1935 - Edward Arthur Milne
- 1936 - Hisashi Kimura
- 1937 - Harold Jeffreys
- 1938 - William Hammond Wright
- 1939 - Bernard Lyot
- 1940 - Edwin Powell Hubble
- 1943 - Harold Spencer Jones
- 1944 - Otto Struve
- 1945 - Bengt Edlén
- 1946 - Jan Oort
- 1947 - Marcel Minnaert
- 1948 - Bertil Lindblad
- 1949 - Sydney Chapman
- 1950 - Joel Stebbins
- 1951 - Anton Pannekoek
- 1952 - John Jackson
- 1953 - Subrahmanyan Chandrasekhar
- 1954 - Walter Baade
- 1955 - Dirk Brouwer
- 1956 - Thomas George Cowling
- 1957 - Albrecht Unsöld
- 1958 - André-Louis Danjon
- 1959 - Raymond Lyttleton
- 1960 - Viktor Ambartsumian
- 1961 - Herman Zanstra
- 1962 - Bengt Strömgren
- 1963 - Harry Hemley Plaskett
- 1964 - Martin Ryle, William Maurice Ewing
- 1965 - Edward Bullard, Gerald Maurice Clemence
- 1966 - Ira Sprague Bowen, Harold Clayton Urey
- 1967 - Hannes Alfvén, Allan Rex Sandage
- 1968 - Walter Munk, Fred Hoyle
- 1969 - Albert Thomas Price, Martin Schwarzschild
- 1970 - Horace Welcome Babcock
- 1971 - Frank Press, Richard van der Riet Woolley
- 1972 - Hal Thirlaway, Fritz Zwicky
- 1973 - Francis Birch, Edwin E. Salpeter
- 1974 - Ludwig Biermann, Keith Edward Bullen
- 1975 - Jesse Leonard Greenstein, Ernst Öpik
- 1976 - William McCrea, John Ashworth Ratcliffe
- 1977 - David Bates, John Gatenby Bolton
- 1978 - Lyman Spitzer, James Van Allen
- 1979 - Leon Knopoff, Charles Gorrie Wynne
- 1980 - Chaim Leib Pekeris, Maarten Schmidt
- 1981 - James Freeman Gilbert, Bernard Lovell
- 1982 - Riccardo Giacconi, Harrie Massey
- 1983 - Michael Seaton, Fred L. Whipple
- 1984 - Keith Runcorn, Jakov Seldovich
- 1985 - Thomas Gold, Stephen Hawking
- 1986 - George Edward Backus, Alexander Dalgarno
- 1987 - Takeshi Nagata, Martin Rees
- 1988 - Don Lynn Anderson, Cornelis de Jager
- 1989 - Raymond Hide, Ken Pounds
- 1990 - James Dungey, Bernard Pagel
- 1991 - Vitaly Ginzburg, Gerald Joseph Wasserburg
- 1992 - Dan Peter McKenzie, Eugene Parker
- 1993 - Peter Goldreich, Donald Lynden-Bell
- 1994 - James Gunn, Thomas Reeve Kaiser
- 1995 - John Houghton, Rashid Sunyaev
- 1996 - Kenneth Creer, Vera Rubin
- 1997 - Donald Farley, Donald Edward Osterbrock
- 1998 - Robert Ladislav Parker, James Peebles
- 1999 - Kenneth Budden, Bohdan Paczyński
- 2000 - Leon Lucy, Robert Hutchison
- 2001 - Hermann Bondi, Henry Rishbeth
- 2002 - Leon Mestel, John Arthur Jacobs
- 2003 - John Norris Bahcall, David Gubbins
- 2004 - Jeremiah Paul Ostriker, Grenville Turner
- 2005 - Margaret Burbidge, Geoffrey Burbidge, Carole Jordan
- 2006 - Simon White, Stanley William Herbert Cowley
- 2007 - Leonard Culhane, Nigel Weiss
- 2008 - Joseph Silk, Brian Kennett
- 2009 - David Williams, Eric Priest
- 2010 - Douglas Gough, John Woodhouse
- 2011 - Richard Salisbury Ellis, Eberhard Grün
- 2012 - John Campbell Brown, Andrew Fabian
- 2013 - Roger Blandford, Chris Chapman
- 2014 - Carlos Frenk, John Zarnecki
- 2015 - Michel Mayor
- 2016 - John David Barrow, Philip England
- 2017 - Nicholas Kaiser, Michele Dougherty[2]
- 2018 - James Hough, Robert White[3]
- 2019 - Robert Kennicutt, Margaret Kivelson
- 2020 - Sandra Faber, Yvonne Elsworth[4]
- 2021: Jocelyn Bell Burnell, Thorne Lay[5]
- 2022: George Efstathiou, Richard Horne[6]
- 2023: John Andrew Peacock, Tim Palmer
- 2024: Gilles Chabrier, John-Michael Kendall

## Medalha de prata
Em somente duas ocasiões foram concedidas medalhas de prata:
- 1824 Charles Rümker, Jean-Louis Pons
- 1827 William Samuel Stratford, Mark Beaufoy

## Medalhas de reconhecimento de 1848
- George Biddell Airy
- John Couch Adams
- Friedrich Wilhelm August Argelander
- George Bishop
- George Everest
- John Herschel
- Peter Andreas Hansen
- Karl Ludwig Hencke
- John Russell Hind
- Urbain Le Verrier
- John William Lubbock
- Maximilian von Weiße